# Hòa Tân, Châu Thành (Đồng Tháp)
Hòa Tân là một xã cũ thuộc huyện Châu Thành cũ, tỉnh Đồng Tháp, Việt Nam.
Xã Hòa Tân có diện tích 35,22 km², dân số năm 1999 là 12.528 người, mật độ dân số đạt 356 người/km².